# Kekaha
Kekaha és una concentració de població designada pel cens dels Estats Units a l'estat de Hawaii. Segons el cens del 2000 tenia 3.175 habitants.

## Demografia
Segons el cens del 2000, Kekaha tenia 3.175 habitants, 1.073 habitatges, i 799 famílies La densitat de població era de 1227,11 habitants per km².
Dels 1.073 habitatges en un 30,4% hi vivien nens de menys de 18 anys, en un 55,9% hi vivien parelles casades, en un 13,1% dones solteres, i en un 25,5% no eren unitats familiars. En el 21,4% dels habitatges hi vivien persones soles el 9,4% de les quals corresponia a persones de 65 anys o més que vivien soles. El nombre mitjà de persones vivint en cada habitatge era de 2,96 i el nombre mitjà de persones que vivien en cada família era de 3,44.
Per edats la població es repartia de la següent manera: un 25,1% tenia menys de 18 anys, un 7,4% entre 18 i 24, un 24,5% entre 25 i 44, un 27,4% de 45 a 64 i un 15,6% 65 anys o més.
L'edat mediana era de 40,4 anys. Per cada 100 dones hi havia 98,07 homes. Per cada 100 dones de 18 o més anys hi havia 96,2 homes.
La renda mediana per habitatge era de 41.103 $ i la renda mediana per família de 48.629 $. Els homes tenien una renda mediana de 32.969 $ mentre que les dones 26.739 $. La renda per capita de la població era de 17.117 $. Aproximadament el 10,9% de les famílies i l'11,2% de la població estaven per davall del llindar de pobresa.

## Poblacions properes
El següent diagrama mostra les poblacions més properes.